# Особенности национальной охоты
«Особенности национальной охоты» — российский полнометражный комедийный художественный фильм, поставленный на киностудии «Ленфильм» в 1995 году режиссёром Александром Рогожкиным.
Премия «Ника» 1996 года за лучший игровой фильм, лучшую режиссуру и лучшую мужскую роль (Алексей Булдаков).
Премьерный показ фильма состоялся 15 июня 1995 года на сочинском фестивале «Кинотавр».
Премьера на телевидении состоялась 6 октября 1996 года на ОРТ.
Фильм породил серию продолжений и ответвлений с тем же актёрским составом.

## Сюжет
Молодой финн Райво, изучающий русские обычаи и традиции, уговаривает своего друга Женю помочь ему поучаствовать в настоящей русской охоте, чтобы написать о ней книгу. Они присоединяются к компании русских охотников во главе с генералом Алексеем Михайловичем Булдаковым (в последующих фильмах фамилия генерала заменена на Иволгин), в которую также входят майор уголовного розыска Лёва Соловейчик и бизнесмен Сергей Олегович Савенко, и отправляются на дальний лесной кордон, прихватив с собой несколько ящиков водки. На кордоне их поджидает чудаковатый егерь Кузьмич, увлекающийся медитацией и японской культурой.
Вместо ожидаемой охоты финн сталкивается со сплошными попойками и приключениями, в ходе которых сама охота отходит на второй и даже третий план. Райво не знает русский язык, и Женя выступает для него переводчиком (общаются на английском), однако он часто намеренно искажает перевод сказанного в компании, из-за чего в глазах финна происходящее окончательно теряет смысл. Сюжетная линия строится из череды мини-сюжетов — традиционных охотничьих баек.
Пока друзья парятся в бане, в предбанник залезает медведь. В попытке спасти товарищей Сергей Олегович выскакивает из бани голышом, но увидев, что зверь (ещё медвежонок) напился водки и лежит без сознания, решает сам напугать героев. Затем, отправившись за ружьём, он по пути заскакивает в сарай в поисках самогонки, но случайно активирует самонадувающийся плот, и тот зажимает его в сарае. Приняв за медведя возвратившегося с купания Михалыча, друзья бьют его поленом по голове и обливают кипятком. Реанимировав генерала и вызволив из плена Сергея Олеговича, охотники решают фотографироваться с медведем, всё ещё не пришедшем в себя. Мужики устраивают фейерверк, на шум стрельбы приезжает местный милиционер — хороший знакомый охотников, сержант Семёнов, но в итоге и он принимает участие в пьяном веселье. На его УАЗе Кузьмич везёт Райво заниматься любовью, как тому в начале кажется, с коровами, но к счастью оказывается, что с доярками. А наутро выясняется, что всю ночь в отсеке для задержанных пробыл один местный алкоголик, не осмелившийся справить нужду в милицейском автомобиле. Кузьмич и Райво отпускают его и уезжают.
Кузьмич, приняв всерьез шуточный совет Михалыча, договаривается со знакомым военным и пытается переправить свою корову свояку на дальний кордон в бомболюке бомбардировщика Ту-22М3, но нарушение вовремя замечает комендант аэродрома, самолёт сажают сразу после взлёта, а корова чудесным образом переживает попытку её сбросить и сбегает от военных и милиционеров.
Постепенно Райво и Кузьмич начинают понимать друг друга и на удивление остальным общаются друг с другом каждый на своём языке. Всего компания три раза ходит на охоту и дважды пытается рыбачить, но всякий раз остается без наживы: встречает уже знакомого медведя, пристрастившегося к водке, топит лодку Михалыча шальным выстрелом, упускает щуку. На последней охоте Райво воочию видит снежного человека и пытается рассказать остальным, но никто не принимает это всерьез. В итоге компания выходит, как им кажется, на лося, но это оказывается сбежавшая корова Кузьмича. Выжила ли она по итогу охоты, остаётся непонятным.
Вторая сюжетная линия — это обрывочные сны Райво о настоящей русской охоте, которые периодически появляются в фильме в виде вставок в основную сюжетную канву. Основным источником впечатлений для широко образованного финна сначала явно выступает классическая сцена охоты у Ростовых из романа Толстого «Война и мир», но затем действительность начинает вторгаться в сон: в воображаемом выезде на зимнюю охоту участвуют персонажи основного сюжета, одетые в меха, военную и статскую форму имперских времён, изъясняющиеся на характерной для провинциального русского дворянства «смеси французского с нижегородским». Охота «историческая» отличается от современной. Её участники за приятными разговорами, флиртом с дамами и «угощением» таки не забывают о главной цели и добывают крупного волка, живьём.
Однажды, проснувшись у Кузьмича в доме, Райво обнаруживает, что егерь на самом деле тоже большой знаток охоты — у него на книжной полке стоит много старинных книг с иллюстрациями, и Кузьмич читает их по утрам (когда не нужно развлекать гостей), за письменным столом, с чашкой чая, делая пометки в тетради чернильным пером.
Две сюжетные линии пересекаются в самом финале: герои сидят посреди заснеженного поля и видят, как рядом с ними проезжают исторические охотники. Эта сцена является галлюцинацией или мечтой Райво, подчеркивающей, что его романтические представления о русской охоте сильно разнятся с реальностью.

## В ролях
| Актёр              | Роль |
| ------------------ | --- |
| Вилле Хаапасало    | финский студент Райво Хаапасало                                                                                    |
| Алексей Булдаков   | генерал Булдаков (Михалыч) (в последующих фильмах — Иволгин)                                                       |
| Виктор Бычков      | егерь Кузьмич |
| Семён Стругачёв    | сотрудник «убойного отдела» уголовного розыска, майор Лёва Соловейчик                                              |
| Сергей Куприянов   | провожатый и переводчик Райво Женя Качалов (роль озвучил Борис Бирман)                                             |
| Сергей Русскин     | бизнесмен Сергей Олегович Савенко                                                                                  |
| Сергей Гусинский   | приятель Кузьмича, милиционер местного отделения милиции, сержант Сергей Семёнов (роль озвучил Александр Половцев) |
| Игорь Сергеев      | граф Сергей Кириллович                                                                                             |
| Игорь Добряков     | дворянин |
| Юрий Макусинский   | егерь |
| Борис Чердынцев    | комендант аэродрома, майор Чердынцев                                                                               |
| Александр Завьялов | прапорщик |
| Юрий Канопкин      | командир экипажа военного самолёта, капитан Канопкин                                                               |
| Алексей Полуян     | задержанный в милицейском УАЗике                                                                                   |
| Михаил Кирилюк     | милиционер |
| Зоя Буряк          | доярка |
| Саара Хедлунд      | доярка |
| Александр Васильев | пилот |
| В. Степанов        | эпизод |

## Производство
В 1994 году режиссёр Александр Рогожкин приступил к съёмкам фильма по собственному сценарию. К работе над картиной он привлёк актёров, которые уже были заняты в его ранних работах. Алексей Булдаков и Виктор Бычков снимались ещё в первом фильме Рогожкина «Ради нескольких строчек». Сергей Гусинский, сыгравший роль милиционера, до начала съёмок был занят в некоторых фильмах Рогожкина как звукорежиссёр, а рыжеволосую доярку сыграла супруга Вилле Хаапассало — Саара. Также к съёмкам были привлечены непрофессиональные актёры.
Съёмки прошли в конце лета и сентябре 1994 года. Для большей части фильма натура была найдена в посёлке Проточное и его окрестностях в Приозерском районе Ленинградской области. Эпизод с коровой в бомболюке снимался на военном аэродроме «Веретье», близ города Остров (Псковская область). Сцены дворянской охоты снимались под городом Пушкин.

## Художественные особенности
Фильм наполнен аллюзиями и экранизациями народных устных историй (байками) о случаях, которые могли произойти в реальности на настоящей охоте. Обыгран комплект русских стереотипов: баня, водка, медведи.
Поведение героев фильма и те забавные ситуации, в которые они попадают, легко узнаваемы в реальной жизни. Все взаимоотношения героев в гротескной форме повторяют отношения в определённой социальной группе. Даже подбор персонажей более представляется неким срезом общества. В основном это — так называемые «настоящие мужики»: генерал, сержант милиции, егерь, бизнесмен, следователь, военные с аэродрома; охота в их обществе становится для Жени и Райво своеобразным обрядом инициации.

В России все знают, что «охота» и «рыбалка» — лишь эвфемизмы вполне целомудренного мальчишника на свежем воздухе, алиби для мужчин, в каждом из которых есть что-то от генерала Булдакова и что-то — от русского буддиста Кузьмича.
— Михаил Трофименков, кинокритик журнала «Коммерсантъ-Власть»
Фильм изобилует парадоксальными, анекдотическими моментами, которые, хотя и невозможны в реальности, тем не менее, в контексте фильма, воспринимаются как достоверные — в глубоко провинциальной местности Райво встречает негра со скрипкой под мышкой, при этом одетого в ватник и кирзовые сапоги, который на чистом русском языке очень интеллигентно просит у финского студента деньги на опохмел; у егеря Кузьмича на огороде устроен сад камней и растёт ананас, причём в открытом грунте. Милиционер теряет табельный пистолет; очнувшись после неудачного взрыва шашки, приготовленной для глушения рыбы, сотрудник УгРо Лёва обнаруживает у себя в руке ПМ, но с другим номером. Пьяный Райво видит в ночном небе вместо полной Луны Землю, как если бы он наблюдал её с Луны. Выйдя на охоту, Райво сталкивается с существом, похожим на снежного человека. Райво по-немецки оживлённо беседует с Кузьмичом, везущим его на милицейском УАЗике к дояркам; утром протрезвевший Кузьмич искренне заявляет, что не помнит немецкого (он учил его в школе) и не умеет водить машину. Позднее финн Райво и русский Кузьмич общаются каждый на своем языке, но отлично понимают друг друга (впоследствии этот приём, причём с теми же актёрами — Виктором Бычковым и Вилле Хаапасало, будет использован как сюжетообразующий в одном из следующих фильмов Александра Рогожкина — «Кукушка»).

## Критика и культурное значение
Создатели фильма настолько точно смогли угадать настроение фильма, которое вызовет отклик у зрителя, что можно говорить о социальном заказе. После «Караула» и «Третьей планеты» Александр Рогожкин имел репутацию режиссёра, снимающего кино «не для всех». Следующая его работа сильно отличалась по духу от предыдущих. Зритель 1990-х годов устал от жанрового кино. Художественное построение фильма «Особенности национальной охоты» незамысловато, а сценарий напоминает анекдот.
Как отозвались критики о фильме, это «портрет национальной души, аккомпанирующей звоном стаканов меланхолическому абсурду». Эпоха советского кино ушла в прошлое, и Рогожкин представил публике, по сути, новую традицию российской комедии, основанную на ситуациях и приёмах, понятных современному зрителю. Однако герои — своеобразные социальные «маски» (Генерал, Егерь, Милиционер, Иностранец) — позволяют провести явную аналогию ещё с гайдаевской кинокомедией.
Снятый в период середины 1990-х годов, когда количество выпускаемых фильмов по сравнению с советскими временами резко сократилось, фильм получил несколько призов престижных российских фестивалей, хотя и был противоречиво воспринят. Некоторые из критиков считали, что в ряду картин Александра Рогожкина эта далеко не лучшая, хотя снята профессионально. Выделяется работа художника и хороший актёрский ансамбль. Режиссёр выигрышно использует планы природы, съёмки открытой местности, которые всегда ему удавались.
Картина пользовалась значительным успехом у зрителей и вызвала целую волну подражаний и заимствований в российском кинематографе. После выхода фильма на экраны актёры, сыгравшие главные роли, приобрели большую популярность у зрителей. Алексей Булдаков, Виктор Бычков, Семён Стругачёв, Вилле Хаапсало снимались в продолжениях, стали востребованы в кинематографе, в сериалах и телевизионной рекламе. Персонаж Булдакова получил отдельную популярность за умение произносить краткие, ёмкие тосты.
Считается, что серия фильмов, начиная с «Особенности национальной охоты», заложила основы и традиции продакт-плейсмент рекламы в российском кинематографе. Устойчивое словосочетание «Особенности национальной…» часто используется в прессе, в литературе.

На самом деле я не считаю свой фильм комедией. То есть я хотел снять комедию по некомедийным законам. Я имею в виду стилистику изображения. Комедия предполагает активную актёрскую игру на первом плане. Зрителю нужно видеть мимику актёра, его пластику. А я стремился снять обычное, спокойное кино. Этакое научно-популярное по стилистике. И если говорить о жанре фильма — это краткий курс ненаучного коммунизма.
— Александр Рогожкин
На базе одной из сцен фильма, в которой егерь Кузьмич (актёр Виктор Бычков) и финн Райво (актёр Вилле Хаапасало) ведут оживлённый диалог и прекрасно понимают друг друга, хотя один говорит по-русски, второй по-фински и оба они не знают языка собеседника — Бычков и Хаапасало планировали написать пьесу о русском и финском солдатах, которые во время войны 1939 года случайно попали в Карелию. За пьесу они так и не взялись, однако спустя несколько лет Виктор Бычков поделился замыслом с Рогожкиным, и тот за три дня написал сценарий фильма «Кукушка» (2002), в котором актёры исполнили главные роли.

## Награды
- 1995 — фестиваль «Кинотавр» (Сочи)
  - Гран-при, приз ФИПРЕССИ, диплом и приз Российской гильдии киноведов и кинокритиков[18].
- 1995 — премия «Ника» (церемония 1996 года)
  - за лучший игровой фильм
  - за лучшую режиссёрскую работу
  - за лучшую мужскую роль (Алексей Булдаков)
- номинация на премию «Ника»
  - лучшая сценарная работа
- 1995 — специальный приз жюри МКФ в Карловых Варах-95;
- 1995 — Приз Кинопрессы за лучший фильм года (разделён с фильмами «Мусульманин» и «Прибытие поезда»);
- 1995 — Приз «Золотой Остап» лучшему фильму года;
- Лучший фильм года, премия имени Козинцева за лучшую режиссуру, профессиональные премии киностудии «Ленфильм»